# Kongelige Danske Marine
Kongelige Danske Marine (także Søværnet (duń.), czyli marynarka wojenna) – Królewska Duńska Marynarka Wojenna, morski rodzaj Duńskich Sił Zbrojnych, odpowiedzialna za kontrolę morskiego obszaru Królestwa Danii (wybrzeże ma łączną długość 7314 km) oraz dozorowanie wód wokół jej terytoriów zależnych: Grenlandii i Wysp Owczych.
W latach 1510–1814 działała z Marynarką Norwegii pod wspólną duńską banderą. W 1940 roku flota liczyła 45 okrętów. Podczas II wojny światowej Dania była neutralna, lecz trafiła faktycznie bez walk pod niemiecką okupację; flota nadal pozostawała w rękach rządu Danii, ale nie była używana operacyjnie. 29 sierpnia 1943, wobec próby zajęcia okrętów przez Niemców, większość okrętów, w tym dwa stare pancerniki obrony wybrzeża, została samozatopiona.
Z racji położenia Danii oraz konieczności patrolowania północnego Atlantyku wykorzystuje duże, nowoczesne okręty o zwiększonej autonomiczności, Søværnet bierze również udział w międzynarodowych misjach w ramach NATO. W przeszłości wykorzystywała śmigłowce Aérospatiale Alouette III (1977-1982) oraz Westland Lynx Mk. 90B  (1980-2010), do czasu ich przeniesienia do Sił Powietrznych. Od czasu wycofania w 2004 trzech OP typu Tumleren Dania nie posiada okrętów podwodnych. Dowództwo operacji morskich znajduje się w Aarhus, królewska akademia marynarki mieści się w Kopenhadze, dwie główne floty stacjonują w Frederikshavn i Korsør. Wszystkie okręty Søværnet powstały w duńskich stoczniach. Marynarka pełni też rolę straży granicznej, wspierana przez Morski Oddział Obrony Terytorialnej.

## Historia
Marynarka wojenna Danii została utworzona w 1510 roku, jako jedna z najstarszych sił morskich świata. W czasach unii Danii z Norwegią działała na Bałtyku, Morzu Północnym i północnym Atlantyku.
Kres potędze floty duńskiej przyniósł okres wojen napoleońskich, kiedy została pokonana przez marynarkę brytyjską w bitwie pod Kopenhagą w 1801 roku, a ostatecznie zniszczona jako licząca się siła po bombardowaniu Kopenhagi w 1807 roku. Dodatkowo pozycję geopolityczną i ekonomiczną Danii osłabiła utrata Norwegii w 1814 roku.

### Druga połowa XIX wieku

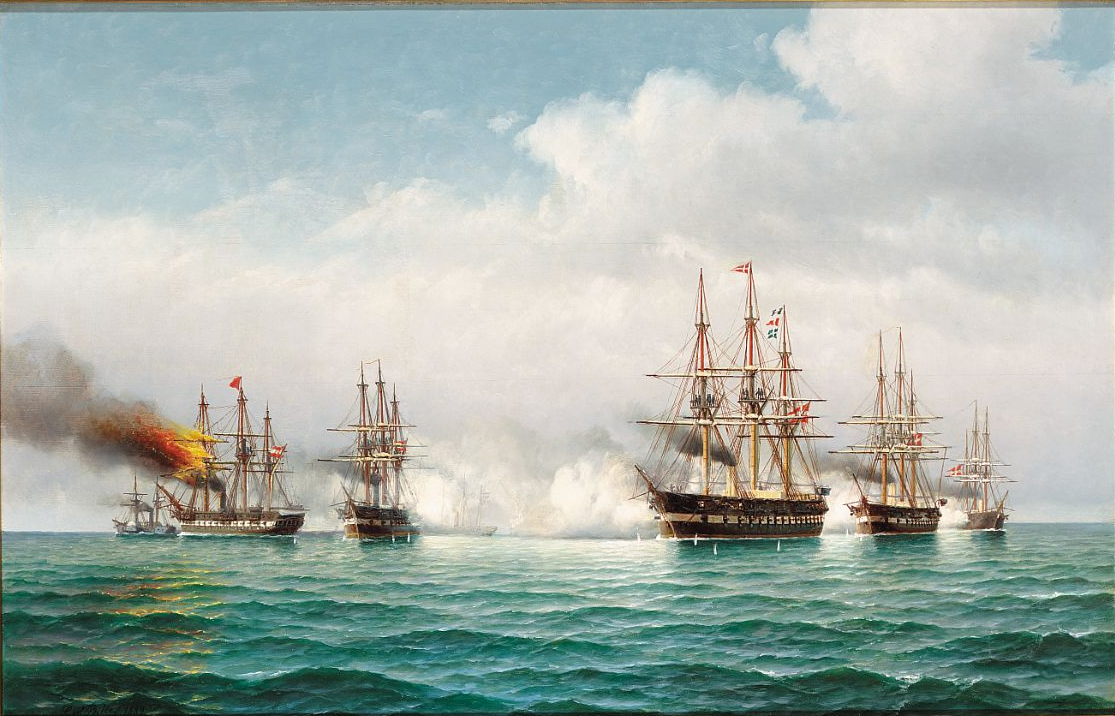
Wizja artystyczna bitwy pod Helgolandem w 1864 – po prawej duńskie fregaty „Niels Juel” i „Jylland” i korweta „Heimdal”

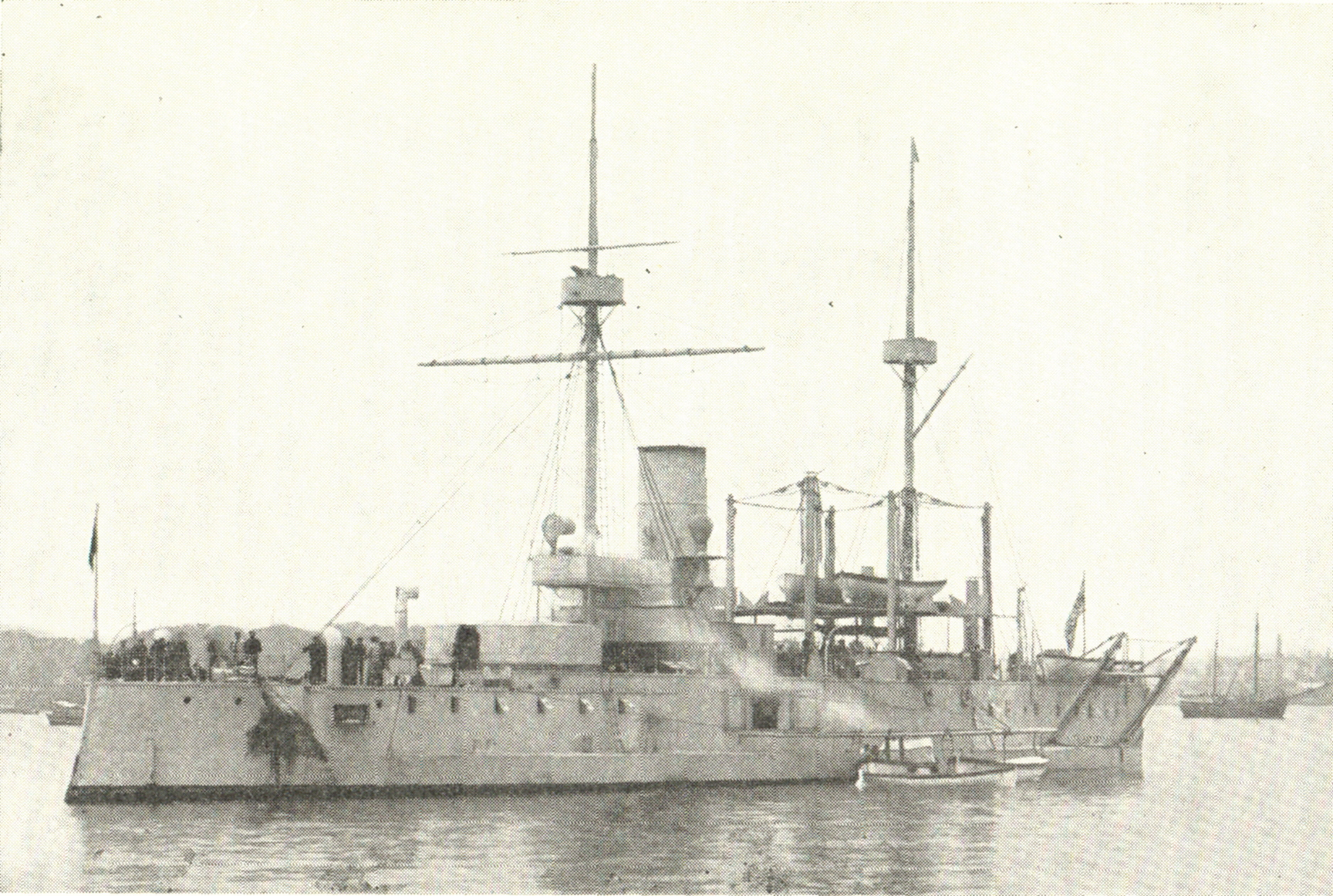
Pancernik obrony wybrzeża „Helgoland” w 1885

Po wojnach napoleońskich marynarka duńska spadła do pozycji potęg lokalnych. U progu drugiej wojny o Szlezwik ze Związkiem Niemieckim w 1864 roku miała jeden parowo-żaglowy okręt liniowy, fregatę pancerną „Dannebrog”, nowoczesny monitor „Rolf Krake” i sześć fregat lub korwet śrubowych, a nadto stare okręty żaglowe oraz jednostki parowe o mniejszej wartości. Flota duńska była silniejsza od pruskiej i prowadziła podczas wojny blokadę morską wybrzeża państw niemieckich, lecz nie była w stanie zapobiec desantom pruskim. Dania odniosła jedynie taktyczne zwycięstwa przeciw eskadrze pruskiej w potyczce u przylądka Jasmund oraz przeciw eskadrze austriacko-pruskiej w bitwie pod Helgolandem, ale nie miały one wpływu na przebieg wojny, a Austria sprowadziła dalsze okręty, uzyskując przewagę na morzu. Po przegranej na lądzie wojnie Dania straciła znaczną część terytorium i ludności i była już niezdolna do utrzymywania silnej ani licznej marynarki, skupiając się na obronie wybrzeża. Do początku lat 70. XIX wieku wcielono z większych jednostek dwie dalsze fregaty pancerne, dwa monitory i okręt pancerny („Odin”). Wodowany w 1878 roku pancernik obrony wybrzeża „Helgoland” stał się natomiast w tym czasie największym okrętem w całej Skandynawii.
Od lat 80. XIX wieku do początku XX wieku wprowadzano do służby kolejne nowe okręty, w tym pięć mniejszych pancerników przybrzeżnych, cztery małe krążowniki pancernopokładowe, jeden torpedowiec taranowy („Tordenskjold”) i ponad 20 torpedowców. Wyjątkiem wśród okrętów służących głównie do działań przybrzeżnych był nieopancerzony krążownik „Fyen” zbudowany dla potrzeb służby w koloniach na Wyspach Dziewiczych. Większość okrętów, w tym wszystkie większe jednostki były budowane w Danii. 

### Okres wojen światowych

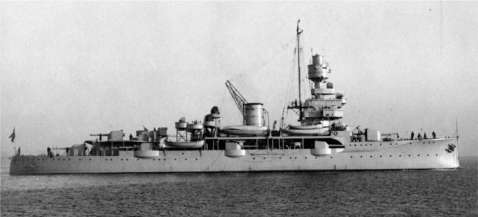
Okręt obrony wybrzeża „Niels Iuel”

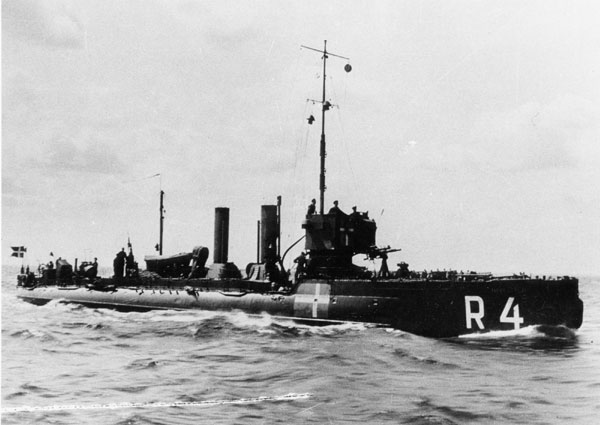
Torpedowiec „Havkatten” w okresie II wojny św.

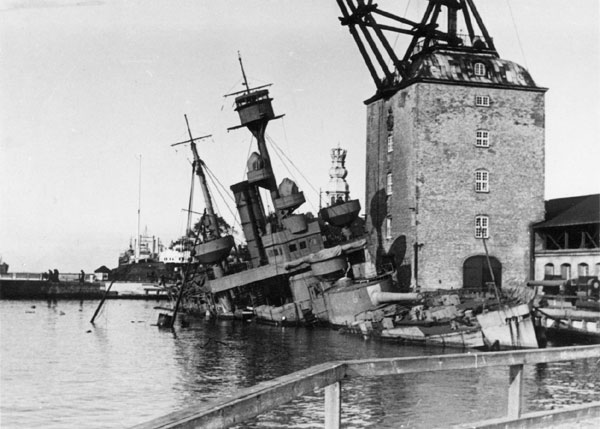
Pancernik obrony wybrzeża „Peder Skram” samozatopiony w 1943 roku

Tuż przed I wojną światową, w której Dania pozostała neutralna, podjęto budowę nowych torpedowców oraz okrętów podwodnych według wzorów zagranicznych. W okresie I wojny światowej trzon floty stanowiły trzy niewielkie pancerniki przybrzeżne typu Herlulf Trolle, natomiast jej podstawowymi jednostkami były torpedowce: 10 nowych typów Tumleren, Søridderen, Hvalrossen i 30 starych XIX-wiecznych różnej wielkości, ponadto budowano 10 torpedowców typu Springeren. Marynarka liczyła wówczas 4000 ludzi i została podczas wojny postanowiona w stan gotowości do strzeżenia neutralności kraju. Do 1920 roku kupiono za granicą lub zbudowano 15 okrętów podwodnych, po czym w latach 20. ukończono jeszcze według zmodyfikowanego projektu ostatni pancernik przybrzeżny „Niels Iuel”, służący jako okręt szkolny i reprezentacyjny z uzbrojeniem krążownika, oraz dwa okręty podwodne. W latach 30. do służby weszło sześć nowych, lecz niewielkich torpedowców typów Dragen i Glenten i trzy okręty podwodne typu Havmanden (czwarty ukończono w 1942 roku), przy tym wycofywano starsze okręty. Duńską specyfiką było posiadanie, oprócz floty typowo służącej do obrony wybrzeża, specjalnych dużych okrętów patrolowych ochrony rybołówstwa, służących między innymi do działania u brzegów Grenlandii.
U progu II wojny światowej w skład marynarki duńskiej wchodziły dwa pancerniki przybrzeżne „Niels Iuel” i „Peder Skram”, sześć nowych i pięć starszych torpedowców, 11 małych okrętów podwodnych oraz różne okręty patrolowe, minowe i trałowce. Dania zadeklarowała neutralność również podczas II wojny światowej, lecz 9 kwietnia 1940 roku została zajęta przez Niemcy, nie stawiając oporu. Pod okupacją niemiecką flota nadal pozostawała w rękach rządu Danii, jedynie Niemcy zmusili Danię do przekazania sześciu najnowszych torpedowców, używanych przez Kriegsmarine jako okręty pomocnicze. Ukończono w tym okresie jeden okręt podwodny i rozpoczęto budowę dwóch większych torpedowców (określanych jako niszczyciele przybrzeżne), ukończonych dopiero po wojnie. 29 sierpnia 1943 roku Niemcy w ramach operacji Safari rozbroili duńską armię i podjęli próbę zajęcia jej okrętów, jednakże większość została samozatopiona w bazach przez załogi, a część podjęła próbę przedarcia się do neutralnej Szwecji. Powiodło się to tylko torpedowcowi „Havkatten”, trzem trałowcom i dziewięciu kutrom patrolowym, natomiast okręt obrony wybrzeża „Niels Iuel” został uszkodzony przez lotnictwo i wyrzucił się na brzeg. Na 51 okrętów marynarki duńskiej (nie licząc kutrów), 32 zostały zniszczone, cztery przedostały się do Szwecji, a reszta została zdobyta (głównie trałowce i kutry).

### Czasy powojenne

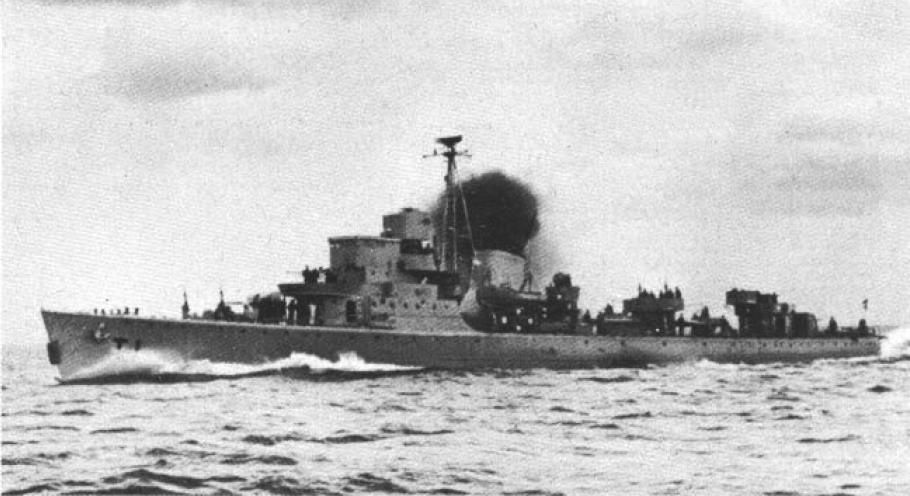
Powojenny torpedowiec „Huitfeld”

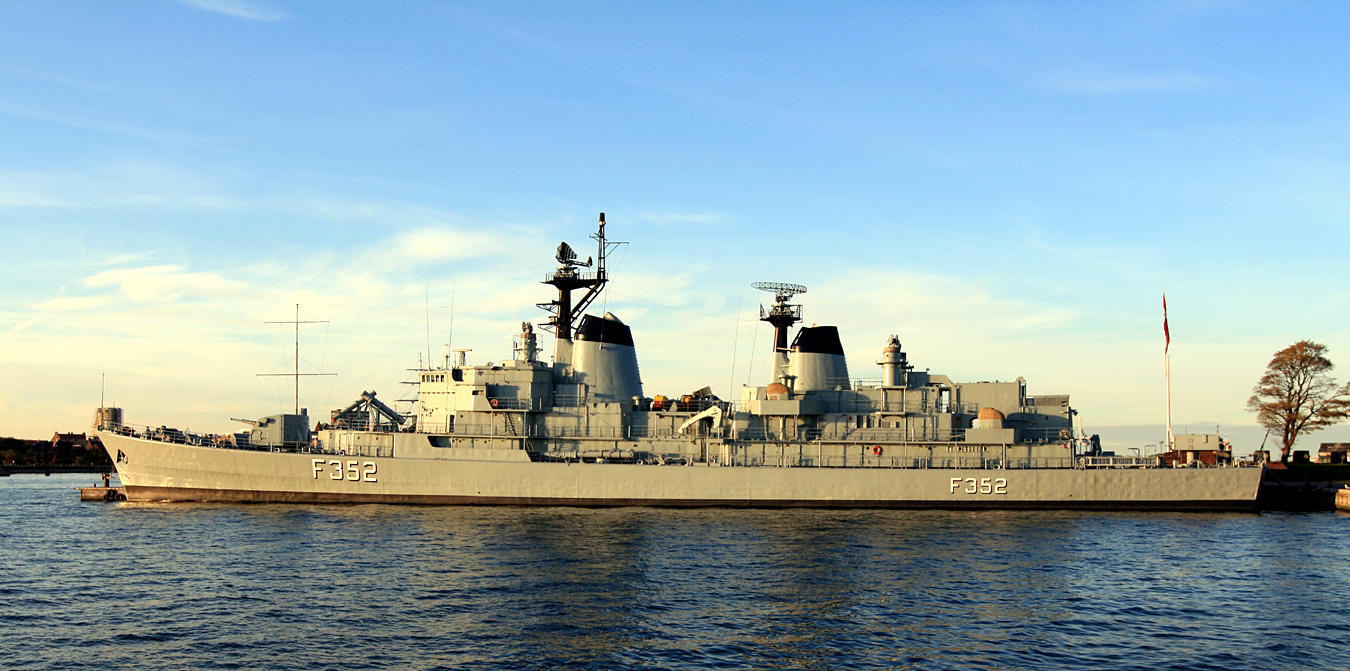
Fregata „Peder Skram” z lat 60.

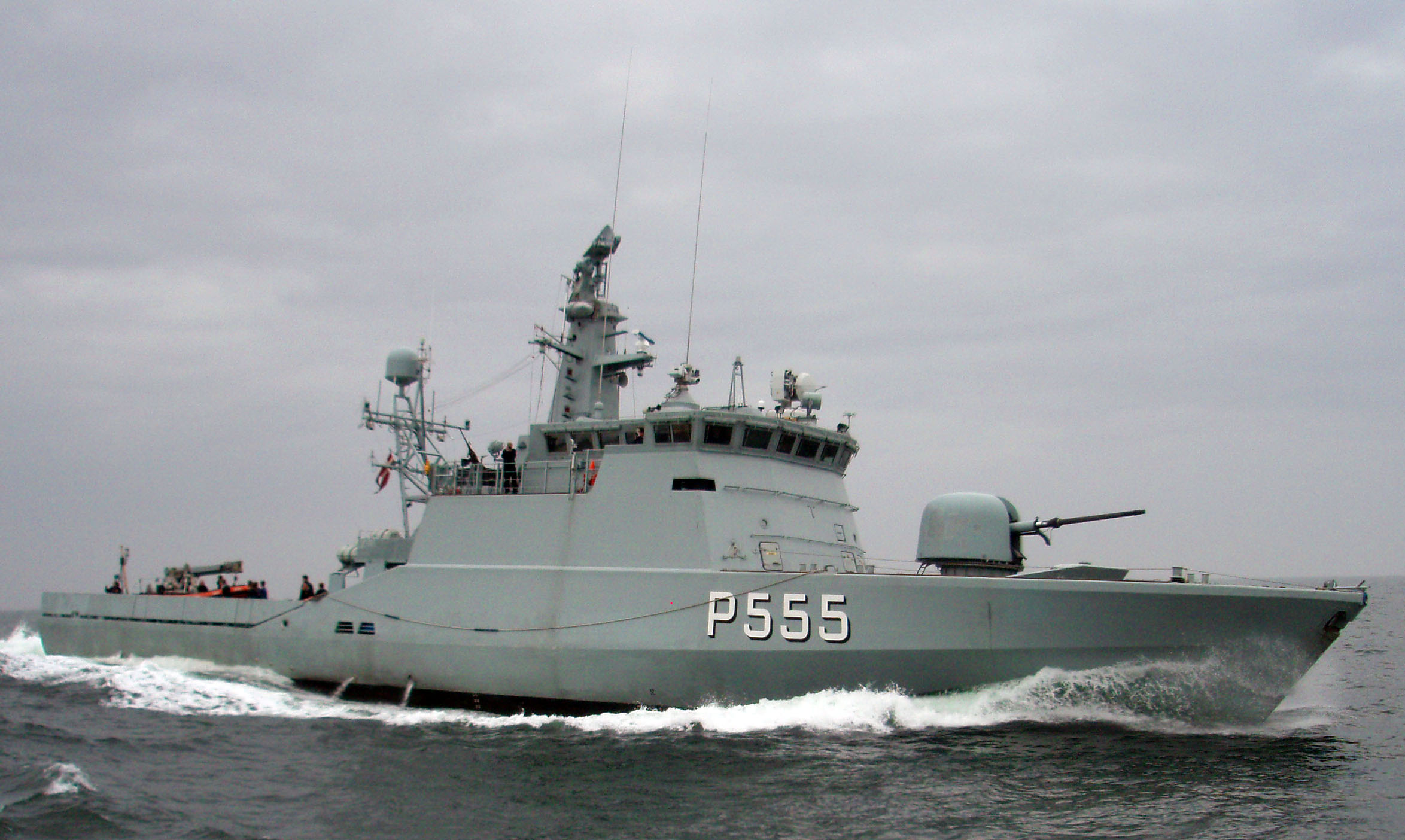
Kuter patrolowy „Storen” typu Flyvefisken (Stanflex 300)

Na skutek zniszczenia marynarki duńskiej, bezpośrednio po II wojnie światowej nie miała ona wartościowych okrętów bojowych. Nieliczne odzyskane przedwojenne okręty i dwa otrzymane poniemieckie torpedowce były w złym stanie i zostały skasowane do początku lat 50. Jeszcze w 1945 roku Dania zakupiła dwie brytyjskie fregaty typu River i jedną korwetę typu Flower, a następnie wydzierżawiła trzy okręty podwodne typu U (w tym dawny polski ORP „Dzik”). Wojnę przetrwało jednak trzynaście trałowców, które okazały się przydatne do oczyszczania wód z min po wojnie i zostały uzupełnione przez kilkadziesiąt trałowców i kutrów trałowych poniemieckich lub dzierżawionych od Brytyjczyków. Dokończono również budowę dwóch dużych torpedowców typu Najaden oraz sześciu mniejszych typu Bille, które posłużyły do lat 60.
W 1949 roku Dania stała się jednym z założycieli sojuszu NATO, po czym w latach 50. przystąpiła do rozbudowy marynarki. W latach 50. wydzierżawiła trzy brytyjskie niszczyciele eskortowe wojennej budowy typu Hunt, a następnie zakupiła we Włoszech cztery nowe korwety typu Bellona i zbudowała sama cztery okręty podwodne typu Delfinen. W latach 60. z pomocą amerykańską Dania zbudowała dwie fregaty typu Peder Skram, będące przez dłuższy czas jej najsilniejszymi okrętami, a na przełomie lat 70/80. trzy korwety typu Niels Juel. Zbudowano ponadto dwa okręty podwodne typu Narhvalen niemieckiego projektu i pięć okrętów ochrony rybołówstwa. Dla celów ochrony wybrzeża, duńska marynarka wzbogaciła się o liczne małe okręty uderzeniowe – kutry torpedowe, a od 1976 roku także kutry rakietowo-artyleryjskie (typu Willemoes).
Na przełomie lat 80/90. Dania stała się pionierem budowy okrętów uniwersalnych, z uzbrojeniem i wyposażeniem montowanym w zależności od misji (program Standard Flex). Jako pierwsze powstały w ten sposób okręty patrolowo-rakieto-przeciwminowe typu Flyvefisken (Stanflex 300) i fregaty patrolowe typu Thetis (Stanflex 2000), budowane w latach 90. Nabyto wówczas też od Norwegii trzy okręty podwodne typu Kobben (oznaczone typ Tumleren).
W związku z odprężeniem międzynarodowym po zimnej wojnie i zmianą rodzaju zagrożeń, w XXI wieku marynarka Danii zmniejszyła swoją liczebność, z 4769 osób personelu i 5500 rezerwy w 1995 roku do 3179 osób, w tym 577 oficerów w 2015. Znaczenia nabrały działania ekspedycyjne i w 1990 roku po raz pierwszy od 126 lat okręt duński wyszedł poza Morze Północne – korweta „Olfert Fischer”, wysłana w celu wsparcia działań ONZ podczas wojny w Zatoce Perskiej. Od czasu wycofania w 2004 trzech OP typu Tumleren Dania zrezygnowała z posiadania okrętów podwodnych. W 2009 wycofano trzy korwety typu Niels Juel, do 2012 wycofano 10 patrolowców typu Flyvefisken, a trzy sprzedano Litwie. Starsze jednostki zastąpiono przez nowoczesne, budowane w kraju, również z zastosowaniem daleko idącej uniwersalności i standaryzacji, zdolne do operacji ekspedycyjnych na świecie w składzie zespołów międzynarodowych. Trzonem floty stały się trzy fregaty rakietowe typu Iver Huitfeldt, w służbie od 2010 roku. Największymi okrętami stały się natomiast dwa okręty wsparcia typu Absalon, łączące możliwości bojowe z pełnieniem funkcji transportowych, dowodzenia i wsparcia operacji. Zbudowano również trzy nowe patrolowce arktyczne typu Knud Rasmussen.
Od 1977 roku w składzie marynarki Danii istnieje Skrzydło Lotnictwa Morskiego (Søværnets Flyvetjeneste), wyposażone w śmigłowce, początkowo Alouette III, od lat 80. Sea Lynx, a od drugiej dekady XXI wieku MH-60R Seahawk. Od 1991 roku w skład marynarki wchodził też nadbrzeżny morski dywizjon rakietowy z pociskami Harpoon, zlikwidowany w 2003 roku.

## Organizacja

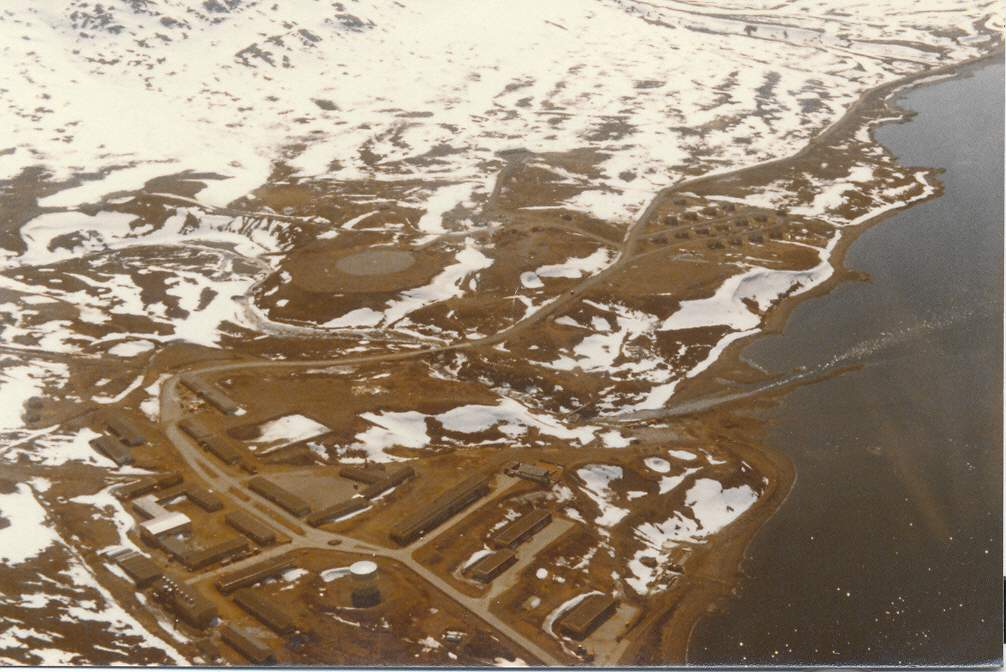
Dowództwo Grenlandzkie, baza w Kangilinnguit

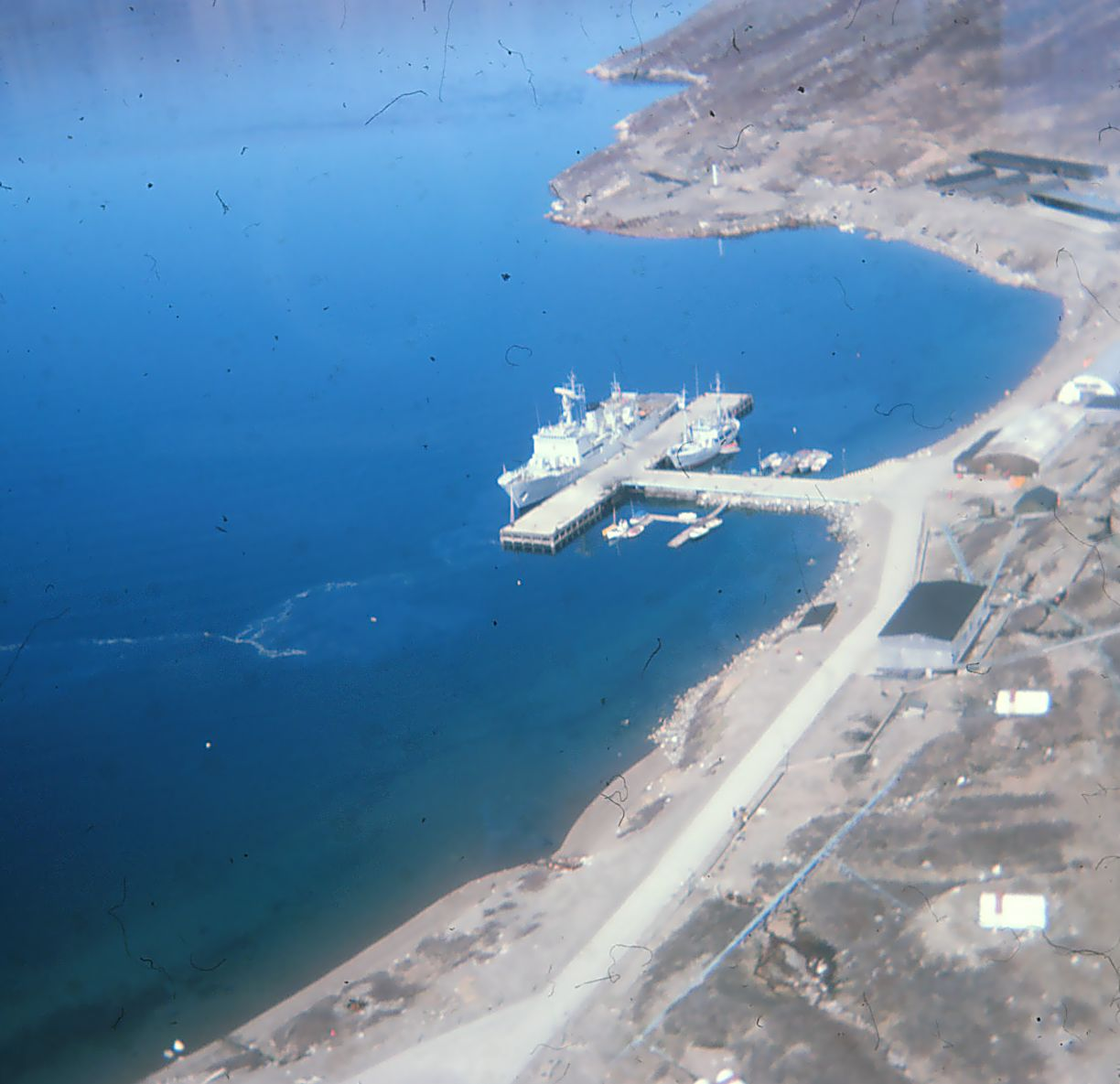
Przystań bazy Kangilinnguit, 1977

Główne dowództwo (ADMDANFLT) – Aarhus
Królewska Duńska Akademia Marynarki Wojennej – Kopenhaga
Baza Frederikshavn
- 1 Eskadra
  - Division 11 – Fregaty typu Thetis (4): F357 Thetis, F358 Triton, F359 Vædderen, F360 Hvidbjørnen
  - Division 14 – Żaglowce typu Svanen (2): Y101 Svanen, Y102 Thyra.
  - Division 16 – typ Supply (2): A560 Gunnar Thorson, typ Seatruck: A562 Mette-Miljø
  - Division 17 – typ Supply (2): A561 Gunnar Seidenfaden, typ Seatruck: A563 Marie-Miljø
  - Division 19 – typ Knud Rasmussen (2): P570 Knud Rasmussen, P571 Ejnar Mikkelsen
    - typ Holm (2): A541 Birkholm, A542 Fyrholm, typ Flyvefisken (1): Y311 Søløven

Baza Korsør
- 2 Eskadra
  - Division 21 – Fregaty typu Iver Huitfeldt (1): F361 Iver Huitfeldt
  - Division 22 – Fregaty typu Absalon (2): L16 Absalon og L17 Esbern Snare
  - Division 23 – typ MSF (4): MSF1, MSF2, MSF3, MSF4, typ Holm (2): MSD5 Hirsholm, MSD6 Saltholm
  - Division 24 – Okręty patrolowe typu Diana Mk II (6): P520 Diana, P521 Freja, P522 Havfruen, P523 Najaden, P524 Nymfen, P525 Rota

Baza Kangilinnguit, Grenlandia
- typ Agdlek: Y388 Tulugaq
- Y309 Kugsag

## Okręty

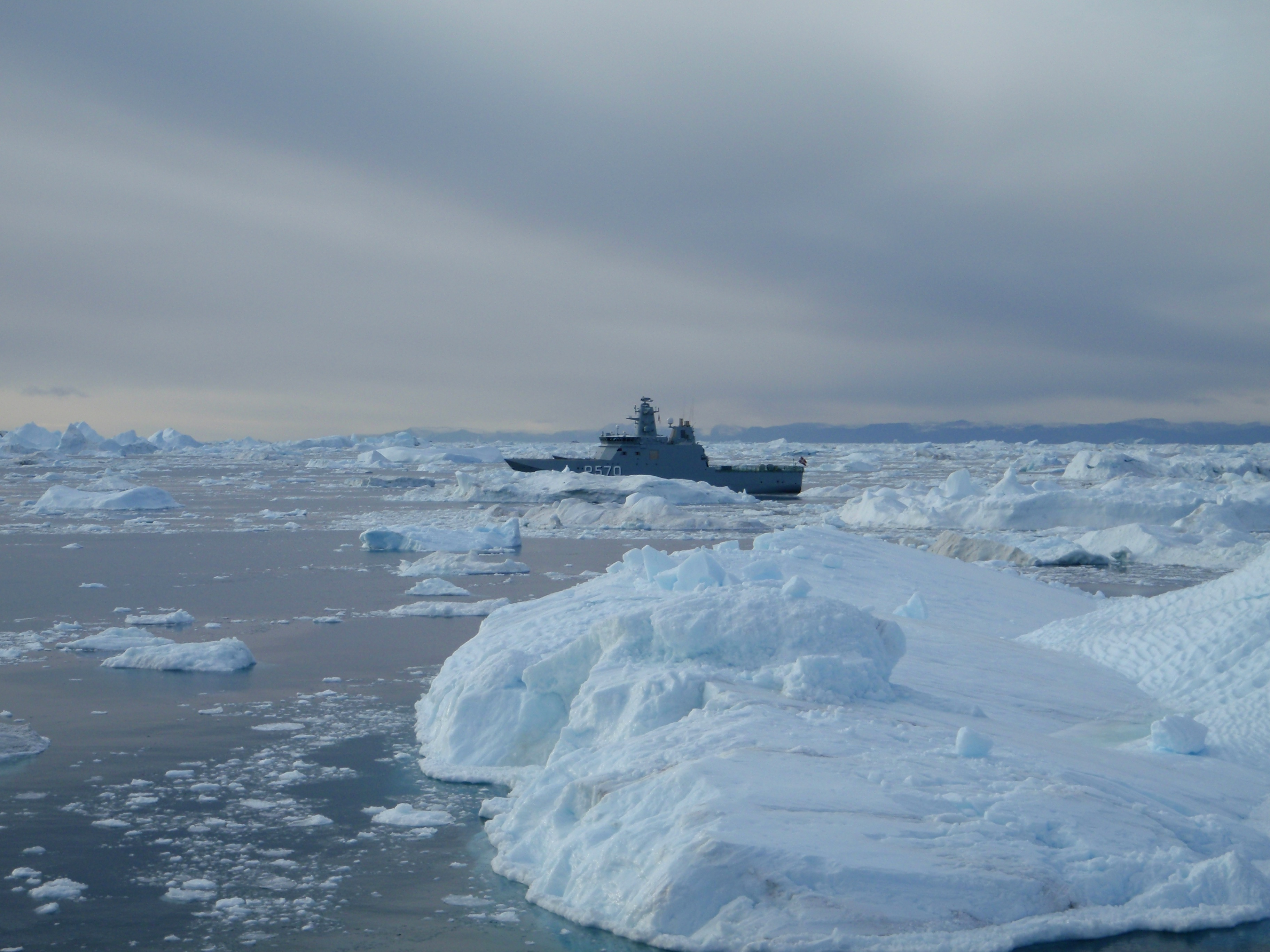
P570 Knud Rasmussen w okolicach Grenlandii

| Typ                                         | Zdjęcie      | Okręty          | Wejście do służby | Wyporność (t) | Długość (m) |
| Fregaty (5)                                 | Fregaty (5)  | Fregaty (5)     | Fregaty (5)       | Fregaty (5)   | Fregaty (5) |
| ------------------------------------------- | ------------ | --------------- | ----------------- | ------------- | ----------- |
| Fregaty typu Iver Huitfeldt                 |              | 3               | 2008-2011         | 6600          | 138,7       |
| Okręty wsparcia typu Absalon                |              | 2               | 2003-2005         | 6300          | 137         |
| Oceaniczne okręty patrolowe (7)             |              |                 |                   |               |             |
| Fregaty typu Thetis                         |              | 4               | 1989-1992         | 3500          | 112,3       |
| Okręty patrolowe typu Knud Rasmussen        |              | 3               | 2005-2017         | 1720          | 71,8        |
| Okręty patrolowe (6)                        |              |                 |                   |               |             |
| Okręty patrolowe typu Diana Mk II           |              | 6               | 2005-2009         | 185           | 43          |
| Lodołamacze (3)                             |              |                 |                   |               |             |
| typu Danbjørn                               |              | 2 (na sprzedaż) | 1965–1966         | 3685          | 77          |
| A553 Thorbjørn                              | 0 (wycofany) | 1979-1980       | 1548              | 57,6          |             |
| Pozostałe                                   |              |                 |                   |               |             |
| typu Supply (Okręt ochrony środowiska)      |              | 2               | 1980-1981         | 1660          | 12,3        |
| typu Seatruck (Okręt ochrony środowiska)    |              | 2               | 1978-1979         | 247           | 29,75       |
| typu Flyvefisken Y311 Søløven (Baza nurków) |              | 1               | 1986-1996         | 350-480       | 54          |
| typu MSF (Niszczyciele min)                 |              | 4               | 1997-1999         | 125           | 26,5        |
| typu Holm (Wielozadaniowe, szkolne)         |              | 6               | 2005-2008         | 98            | 28,9        |
| A540 Dannebrog (Jacht królewski)            |              | 1               | 1932              | 1238          | 78,43       |
| typu SKA11 (Zbiornikowiec, do pomiarów)     | Brak zdjęcia | 4               | 1981-1985         | 52            | 19,9        |
| klasy O (Geodezyjny, badawczy)              | Brak zdjęcia | 2               | Brak danych       | 3,5           | 7,7         |
| klasy Miljø (Okręt ochrony środowiska)      |              | 2               | 1996              | 16            | 16,4        |
| Miljø 103 (Okręt ochrony środowiska)        |              | 1               | 2008              | 30            | 16,4        |
| A559 Sleipner (Okręt do transportu torped)  | Brak zdjęcia | 1               | 1986              | 465           | 36,5        |
| klasy Svanen (Okręt szkolny)                | Brak zdjęcia | 2               | 1960-1961         | 32            | 18,8        |

## Bandery

Bandera wojenna
Bandera admirała
Bandera wiceadmirała
Bandera kontradmirała
Bandera admirała flotylli
Bandera dowódcy eskadry